# Tittleshall
Tittleshall är en ort och civil parish i Storbritannien.   Den ligger i grevskapet Norfolk och riksdelen England, i den sydöstra delen av landet, 150 km norr om huvudstaden London. Tittleshall ligger 65 meter över havet och antalet invånare är 407.
Terrängen runt Tittleshall är platt. Runt Tittleshall är det ganska tätbefolkat, med 96 invånare per kvadratkilometer. Närmaste större samhälle är Fakenham, 9,1 km norr om Tittleshall. Trakten runt Tittleshall består till största delen av jordbruksmark.